# Бессонов, Семён Семёнович
Семён Семёнович Бессо́нов (8 октября 1902 — 30 ноября 1966) — советский военачальник, генерал-майор авиации, участник советско-финской, Великой Отечественной, советско-японской войн.

## Биография
Семён Семёнович Бессонов родился 8 октября 1902 года в селе Пиково-Рясса (ныне — Чаплыгинский район Липецкой области). В 1923 году окончил курсы лекторов — историков партии в Рязани. В 1924 году был призван на службу в Военно-морской флот СССР. В 1926 году окончил политическую школу Морских сил Балтийского моря, после чего служил на военно-политических должностях в различных подразделениях Балтийского флота. В 1929 году был уволен в запас. Трудился на партийной и советской работе в Ленинградской области. В июле 1933 года Бессонов повторно был призван на флот и был направлен в части военно-морской авиации. Участвовал в советско-финской войне, будучи военным комиссаром, начальником политотдела 61-й авиационной бригады Военно-воздушных сил Балтийского флота. В этой же должности он встретил начало Великой Отечественной войны.
Вместе со своей частью Бессонов активно участвовал в обороне Ленинграда. Проводил большую военно-политическую и агитационно-пропагандистскую работу среди личного состава. В июне 1942 года был отозван с фронта и направлен в Куйбышевскую область, где занял должность военного комиссара Военно-морского авиационного училища имени И. В. Сталина. С декабря 1942 года служил на Черноморском флоте, был заместителем по политической части командира 62-й авиационной бригады, начальником Политотдела 4-й истребительной авиационной дивизии, 2-й гвардейской минно-торпедной авиационной дивизии ВВС Черноморского флота. Участвовал в освобождении Новороссийска, Таманского полуострова, Керчи, Крыма и Севастополя. Много раз выезжал в действующие части, оказывая низовым политработникам практическую помощь. Участвовал также в советско-японской войне, будучи заместителем по политической части командующего ВВС Тихоокеанского флота.
После окончания войны продолжал службу в Военно-морском флоте СССР. В 1949 году окончил курсы партийно-политического состава при Военно-политической академии имени В. И. Ленина. В январе 1953 года был уволен в запас. Умер 30 ноября 1966 года, похоронен на Богословском кладбище Санкт-Петербурга.

Могила Бессонова на Богословском кладбище Санкт-Петербурга.

## Награды
- 3 ордена Красного Знамени (23 октября 1942 года, 14 сентября 1945 года, 6 ноября 1947 года);
- Орден Нахимова 2-й степени (24 ноября 1944 года);
- Орден Отечественной войны 2-й степени (6 января 1944 года);
- 2 ордена Красной Звезды (21 апреля 1940 года, 3 ноября 1944 года);
- Медали «За оборону Ленинграда», «За оборону Кавказа» и другие медали.